# Bud Spencer
Bud Spencer (artistnamn för Carlo Pedersoli), född 31 oktober 1929 i Neapel, död 27 juni 2016 i Rom, var en italiensk olympier, skådespelare, manusförfattare och musiker. Han hade även flygcertifikat för helikopter samt för flygplan i linjetrafik.

## Simning och vattenpolo
Spencer var den första italienaren att simma 100 m frisim under en minut, 19 september 1950. Han deltog i olympiska spelen i simning för Italien 1952, 1956. Han tog sig till semifinal 1952 och 1956. Han spelade också vattenpolo och vann italienska mästerskapen 1954 med sin klubb S.S. Lazio. Han avslutade simkarriären 1957.

## Skådespelare
Spencer har producerat, regisserat och skådespelat i mer än 40 filmer. De flesta har tillkommit i samarbete med Spencers ständige filmiske parhäst Terence Hill. Spencer och Hill var även nära vänner i verkligheten.  Främst har duon verkat inom komedigenren, där de är särskilt kända för sina många spagettiwesterns.

## Filmografi (i urval)
- 1951 - Quo Vadis
- 1954 - Uppdrag utan återvändo
- 1955 - Un eroe dei nostri tempi
- 1957 - Il cocco di mamma
- 1957 - Farväl till vapnen
- 1959 - Annibale
- 1968 - Gud förlåter, men inte jag
- 1971 - Svarte piraten
- 1972 - Trinity - Djävulens högra hand
- 1972 - Trinity klipper till igen
- 1972 - Nu ger vi järnet
- 1973 - Även änglar äter bönor
- 1976 - Supersnutarna
- 1978 - Udda eller jämnt
- 1978 - Dom kallar mig bulldozer
- 1979 - Vi håller på flodhästarna
- 1979 - Supersheriffen slår till
- 1980 - Supersheriffen slår till igen
- 1981 - Snedseglarna
- 1981 - Skumma polare
- 1982 - Bomber
- 1982 - Skurkar och banditer
- 1982 - Banana Joe
- 1983 - Kör hårt
- 1984 - Storfräsarna
- 1985 - Miami supercops
- 1995 - The Troublemakers

## Politik
I lokalvalet 2005 kandiderade Pedersoli för partiet Forza Italia i regionen Lazio. Han blev inte invald.